# Liberiusz
Liberiusz – imię męskie pochodzenia łacińskiego. Wywodzi się od słowa liber oznaczającego wolny.
Nosił je święty Liberiusz żyjący w II wieku, papież Liberiusz z IV wieku oraz inni święci.
Liberiusz imieniny obchodzi 18 maja i 30 grudnia.